# كنعان (كارون)
كنعان هي مدينة في مقاطعة كارون، إيران. عدد سكان هذه المدينة هو 16,000 في سنة 2006.